# Peter Skalicky

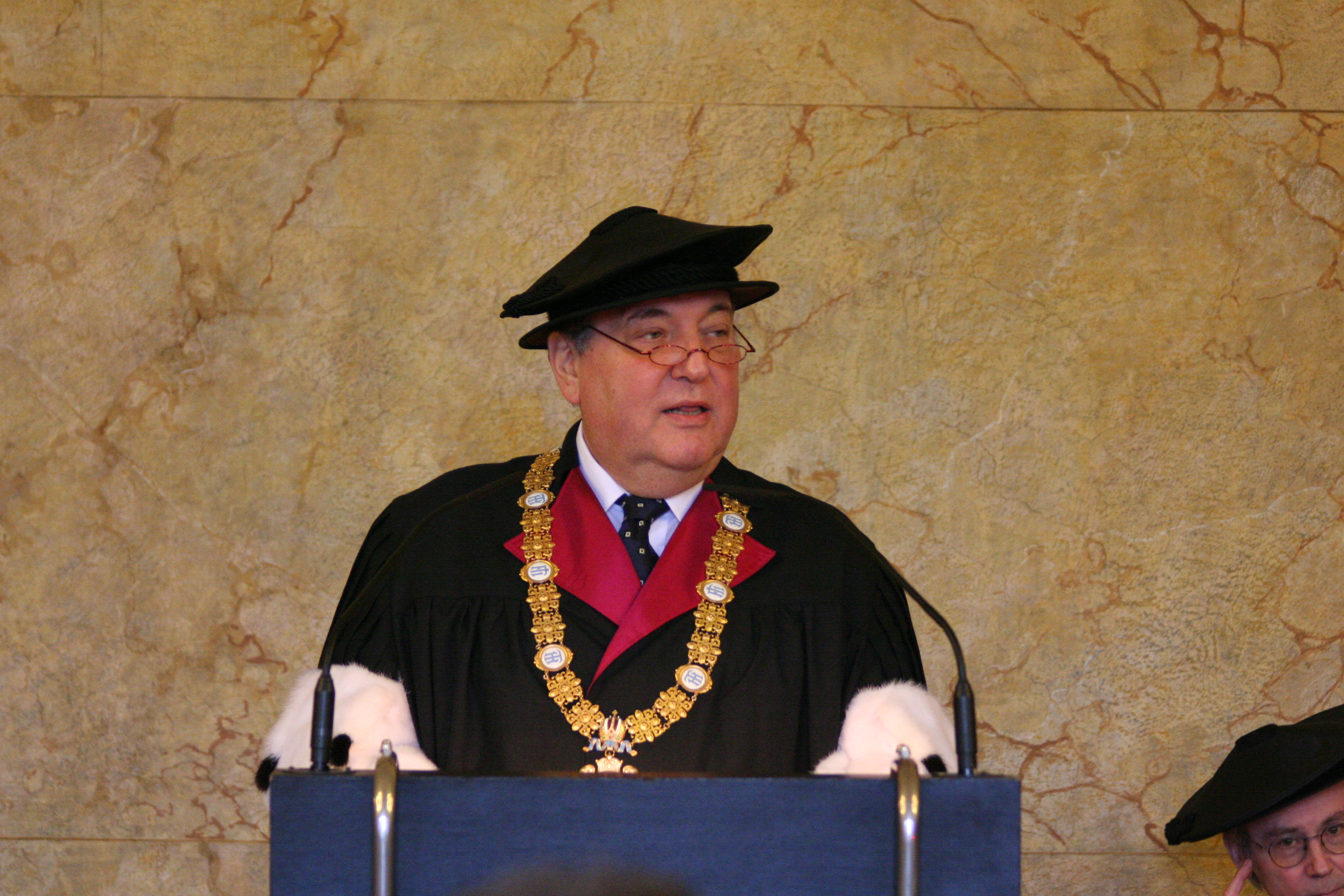
Peter Skalicky bei einer sub-auspiciis-Promotion an der TU

Peter Skalicky (* 25. April 1941 in Berlin) ist ein österreichischer Physiker und ehemaliger Rektor der Technischen Universität Wien.

## Leben
Nachdem er seine Schulausbildung (Evangelische Volksschule am Karlsplatz, die damals in der Hamburgerstraße untergebracht war und danach Rainergymnasium) mit der Matura in Wien abschloss, begann er das Studium der Technischen Physik an der Technischen Universität Wien. Seine Dissertation schrieb er über Röntgentopographie von Einkristallen. 1972 bekam Skalicky den Fritz-Kohlrausch-Preis für eine Arbeit über Röntgenpolarisationsoptik, die er in Paris durchgeführt hatte.
Nach seiner Habilitationsschrift, die er 1973 zum Thema „Kristallphysik“ einreichte, wurde er Außerordentlicher Professor für Kristallphysik an der TU Wien. Ab 1979 war er Ordentlicher Professor für Angewandte Physik an der TU Wien. 1989 bis 1990 folgte das Amt des Dekans der Technisch-Naturwissenschaftlichen Fakultät der Technischen Universität Wien. 
Im Jahr 1991 wurde Skalicky zum Rektor der TU  Wien gewählt. Von 1995 bis Juni 1999 war Skalicky auch Vorsitzender der Österreichischen Rektorenkonferenz. Er wurde 2004 zum Officier des französischen Ordre national du Mérite ernannt. Seit September 2010 ist er auch Mitglied und stellvertretender Vorsitzender des Rates für Forschung und Technologieentwicklung.
Mit dem 30. September 2011 endete die zwanzigjährige Rektorszeit von Peter Skalicky an der TU Wien. Ihm folgte Sabine Seidler als erste Frau im Rektorsamt der TU Wien nach.
Im September 2012 wurde Skalicky vom Senat der Montanuniversität Leoben für die Funktionsperiode 2013 bis 2018 zum Mitglied des Universitätsrats bestellt.

## Auszeichnungen
- 2001: Großes Goldenes Ehrenzeichen für Verdienste um die Republik Österreich[2]
- 2004: Großes Silbernes Ehrenzeichen für Verdienste um das Land Wien
- 2011: Goldenes Komturkreuz des Ehrenzeichens für Verdienste um das Bundesland Niederösterreich
- 2023: Ehrensenator der Montanuniversität Leoben[3]